# Celtologie
La celtologie est une science universitaire qui traite de l'histoire, de la langue et de la civilisation des peuples celtes de la protohistoire. Interdisciplinaire, la celtologie fait appel à l’archéologie, l’histoire, la philologie. 
Dans le domaine linguistique elle s’intéresse aux langues celtiques survivantes (breton, cornique, écossais, gallois, mannois et irlandais), leurs versions anciennes et les langues disparues, comme le gaulois, par exemple.
Elle est enseignée dans un certain nombre d’universités à travers le monde et en premier lieu en Bretagne, Écosse, Pays de Galles, Irlande, Angleterre. Des cours sont aussi dispensés dans des universités aux États-Unis, au Canada, en Allemagne, en Pologne, en Autriche et aux Pays-Bas.
Les spécialistes en linguistique celte, seraient appelés « celtistes » ou « celtisants », dès lors que les « celtologues » verront leurs travaux se baser sur une approche archéologique et civilisationelle.

## Histoire
La celtologie est principalement issue de la linguistique comparée, qui s'est établie en Europe à partir de la fin du XVIIIe siècle. En 1703, Paul-Yves Pezron, immédiatement suivi par Edward Lhuyd qui étudiait le gallois, le cornique et le gaélique, a pressenti, au milieu d'une recherche peu scientifique sur les origines bibliques des Gaulois, qu'ils partageaient un même héritage linguistique que les Bretons et les Galates. La parenté des langues indo-européennes a été postulée publiquement pour la première fois en 1786 par l'anglais Sir William Jones, sur la base de ressemblances entre le latin, le grec et le sanskrit. En revanche, à cause de quelques particularités grammaticales, les langues celtiques n'ont été véritablement comptées parmi les langues indo-européennes qu'au cours du XIXe siècle.

### Dans les pays germanophones
Johann Kaspar Zeuss (1806-1856) est considéré comme le fondateur de la celtologie allemande. Il doit avant tout sa réputation à son œuvre monumentale rédigée en latin, la Grammatica Celtica (1851, puis 1853 avec un second volume), dans laquelle il se charge principalement de trier et d'évaluer les informations relatives au vieil irlandais et au vieux gallois, et rend plausible l'appartenance des langues celtiques à la famille des langues indo-européennes. Zeuss a réalisé pour son œuvre une étude très approfondie des sources originales, qui n'avaient été jusqu'alors que peu explorées. En 1847, il devient professeur de linguistique à Munich.
Jusqu'au milieu du XIXe siècle, les recherches en celtologie sont principalement réalisées par des linguistes appartenant à d'autres branches. Il s'agit tout d'abord de Franz Bopp (1791-1867) qui, à travers sa démonstration de l'existence d'une langue d'origine commune aux langues indo-européennes, fonde pratiquement la linguistique comparée. Il prouve également l'appartenance des langues celtiques à cette famille. De 1821 à 1864, il est professeur de littérature orientale et de linguistique générale à Berlin.
En ce qui concerne la seconde moitié du XIXe siècle, il convient de citer l'indianiste Ernst Windisch (1844-1918), qui occupe à partir de 1877 une chaire de Sanskrit à l'université de Leipzig, mais publie également d'importants travaux de celtologie. En 1901, à l'université Friedrich-Wilhelm de Berlin, l'indianiste et celtologue Heinrich Zimmer (1851-1910) devient le premier professeur allemand de langue celtique. En 1911 lui succède Kuno Meyer (1858-1919), qui, en plus de réaliser de nombreuses publications, entretient des relations étroites avec le mouvement indépendantiste irlandais.
Néanmoins, c'est le suisse Rudolf Thurneysen (1857-1940), élève de Windisch et Zimmer, qui est considéré jusqu'à aujourd'hui comme le plus important celtologue germanophone. Il devient professeur de linguistique comparée à Fribourg en 1887, puis à Bonn en 1913. En plus de ses travaux effectués sur une multitude de textes juridiques en vieil irlandais, on lui reconnaît un mérite particulier pour son œuvre principale, Handbuch des Altirischen (Manuel du vieil irlandais), publié en 1909. Cette œuvre, retravaillée et publiée en anglais en 1939 sous le nom A Grammar of Old Irish (Grammaire du vieil irlandais), constitue encore aujourd'hui la base fondamentale de l'étude de l'ancien irlandais.
En 1920, Julius Pokorny est nommé à la chaire de langue celtique de Berlin, mais doit, malgré sa mentalité nationaliste et ses croyances catholiques, l'abandonner en 1935 à cause de son ascendance juive. Il se rend en Suisse et n'enseignera à nouveau en Allemagne qu'en 1955 à Munich. Il est remplacé à Berlin en 1937 par Ludwig Mühlhausen, nazi convaincu, tout aussi talentueux.
En Allemagne, dans les années 1930, fortement influencés par les méthodes de l'archéologie du peuple, développée par Gustaf Kossinna, les archéologues allemands, appuyés sur une prétendue « apparence nordique » des Celtes, affirment que ces derniers appartiendraient en réalité aux peuples germaniques.
Après la Seconde Guerre mondiale, les recherches germanophones en celtologie ont principalement lieu en Allemagne de l'Ouest et en Autriche, notamment à Fribourg-en-Brisgau, Bonn, Marbourg, Hambourg ainsi qu'à Innsbruck. Néanmoins, aucun professorat consacré à la celtologie n'est mis en place. On peut citer malgré tout Hans Hartmann (de), Heinrich Wagner et Wolfgang Meid (de), dont l'importance scientifique a dépassé le domaine de la linguistique. En République démocratique allemande, le poste de Berlin fut réinstauré à partir de 1966 mais jamais occupé de manière fixe.
Aujourd'hui, dans les pays germanophones, la celtologie n'est plus enseignée que dans quelques universités, à Bonn, Marbourg et Vienne, et toujours comme partie de la linguistique générale ou comparée. À Fribourg-en-Brisgau, Hambourg et Berlin, les recherches en celtologie ont cessé dans les années 1990. L'unique chaire consacrée à la celtologie en Allemagne (à l’université Humboldt de Berlin, ex-université Friedrich-Wilhelm) a été supprimée en 1997.

### Dans le reste du monde
En dehors des pays germanophones et des îles britanniques, la celtologie s'est développée au XIXe siècle principalement en France et en Scandinavie. Par la suite, elle s'est développée en Espagne, en Italie, aux Pays-Bas, en Russie et en Pologne. La celtologie est également enseignée aux États-Unis et au Japon.

## Branches
Certaines branches sont étroitement liées à des disciplines de recherche apparentées, si bien qu'elles ne sont pas toutes considérées comme relevant de la « celtologie pure ».
- Celtologie générale
  - Colonisation
  - Interactions avec les autres peuples
  - Élaboration de l'arbre généalogique ou d'autres modèles de représentation des parentés (qui ne sont toujours pas complètement éclaircies)
  - Linguistique
    - Comparaisons entre langues celtiques
    - Comparaisons avec les autres langues indo-européennes
    - Typologie de la langue

  - Religion
    - Particularités régionales
    - Comparaisons entre les différentes religions

  - Histoire des idéologies et assimilation des cultures étrangères
  - Histoire de la celtologie

- Celtologie continentale
  - Archéologie
  - Étude des sources classiques (contacts avec les Romains et les Germains)
  - Langue : déchiffrage des caractères utilisés (en grande partie terminé), interprétation de textes incomplets
  - Anthropologie/Ethnologie (peu pratiquées)

- Celtologie insulaire
  - Archéologie
  - Linguistique
  - Littérature
    - Moyen Âge (particulièrement en Irlande, au pays de Galles et en Bretagne)
    - Renaissance (du XVe/XVIe -en fonction des pays- au XIXe siècle)
    - Littérature moderne (XXe et XXIe siècles)

  - Histoire des communautés « celtophones » dans les iles britanniques

### Phrénologie
Au cours du XIXe siècle, la phrénologie a été abondamment utilisée pour démontrer des liens de parenté entre des populations proto-historiques et contemporaines. Les Celtes, objet d'études archéologiques, n'échappent pas à la règle.
Après avoir étudié des dizaines de crânes issus de sépultures celtes, le Suédois Anders Retzius propose de classer les Celtes parmi les populations dolichocéphales orthognathes, avec les Germains et les Scandinaves. Cette thèse permet à ses continuateurs de reprendre la thèse de populations conquérantes blondes, ayant asservi des populations brachycéphales ; cependant, cette thèse est rapidement réfutée, notamment par Paul Broca,.

## Celtologues
- Osborn Bergin
- Helmut Birkhan (de)
- John Francis Campbell
- Nora Kershaw Chadwick
- Tom Peete Cross
- Jan de Vries
- Joseph Déchelette
- Myles Dillon
- Georges Dottin
- Léon Fleuriot
- Miranda Jane Green
- Christian J. Guyonvarc'h
- Kenneth Jackson
- Henry Jenner
- Henri d'Arbois de Jubainville
- Victor Pavlovitch Kalygin (de)
- Raimund Karl (de)
- Françoise Le Roux
- Edward Lhuyd
- Joseph Loth
- Alexander Macbain
- Bernhard Maier
- Ranko Matasović
- Kuno Meyer
- John Morris-Jones
- Robert Morton Nance (en)
- Cecile O'Rahilly
- T. F. O'Rahilly (en)
- Pádraig Ó Riain
- Holger Pedersen
- Paul-Yves Pezron
- Herbert Pilch
- Julius Pokorny
- Ernest Gordon Quin
- John Rhys
- Georg Rohrecker (de)
- Marie-Louise Sjoestedt-Jonval
- Whitley Stokes
- Gerhard von Tevenar
- Rudolf Thurneysen
- A. G. van Hamel (en)
- Joseph Vendryes
- Leo Weisgerber
- Ifor Williams
- Ernst Windisch
- Johann Kaspar Zeuss
- Heinrich Zimmer
- Christiane Éluère
- Pierre-Yves Lambert

## Apports français
Trois universités ont une chaire de langue celtique : Strasbourg, Rennes et Brest. Une autre existe au Centre d'études celtiques de l'EHESS, héritière de la chaire de celtique créée à la Sorbonne en 1876. La Revue celtique, créée à Paris en 1870, est l'une des plus anciennes publications savantes de celtologie au monde.

Le Centre de recherches bretonnes et celtiques, un laboratoire de recherche interdisciplinaire abrité conjointement par l'Université de Brest et l'Université de Rennes 2, est chargé, depuis 2008, de coordonner la recherche universitaire en celtologie en France
La revue, Études celtiques, éditée par le Centre national de la recherche scientifique, est la publication universitaire de référence.

### Les précurseurs  de la celtologie en France
Les thèses émises par les savants du XVIIIe et de la première moitié du XIXe, n'ont plus aucune valeur scientifique, mais ils ont fait des langues celtiques et de la civilisation des pays celtiques un objet d'étude à part entière.

Certaines de leurs thèses très aventurées ont porté à les qualifier de « celtomanes ». Ainsi, Jacques Le Brigant professait que le breton était la plus ancienne langue du Monde, celle qu'Adam et Ève avaient dû pratiquer !

Avec le soutien de Napoléon Bonaparte, Jacques Cambry et Jacques Le Brigant ont créé, en 1806, l'Académie celtique qui se donnait pour but de rassembler et d'étudier des éléments sur le passé gaulois de la France. L'archiviste-paléographe, Théodore Hersart de la Villemarqué a introduit l'étude des anciens manuscrits gallois, ayant reçu une mission officielle pour cela en 1837.

L'empereur Napoléon III a fortement soutenu le développement des recherches archéologiques sur les Gaulois, en particulier, en faisant financer les fouilles à Alésia et, sous son règne, Henri Martin a pu exalter le passé celtique de la France. Grâce à l'élan ainsi donné, Henri Gaidoz et Henri d'Arbois de Jubainville ont pu poser les bases de la celtologie universitaire après 1870.
- Paul-Yves Pezron (1639-1706)
- Théophile Malo Corret de la Tour d'Auvergne (1743-1800)
- Jacques Le Brigant (1720-1804)

### XIXesiècle
- Jean-François Le Gonidec
- Théodore Hersart de la Villemarqué
- Henri Martin
- Henri Gaidoz
- Henri d'Arbois de Jubainville

### XXesiècle
- Joseph Loth
- Georges Dottin
- Antoine Meillet
- Joseph Vendryes
- Pierre Le Roux
- Paul Diverrès (carrière universitaire à Swansea)
- Marie-Louise Sjoestedt-Jonval
- François Vallée (non universitaire, mais a influencé de nombreux chercheurs)
- Jean Piette (carrière universitaire à Aberystwyth)
- Roparz Hemon (carrière universitaire à Dublin)
- Léon Fleuriot
- Édouard Bachellery
- François Falc'hun
- Christian J. Guyonvarc'h
- Françoise Guyonvarc'h
- Pierre Denis
- Jean Le Dû
- Georges Pinault (enseignement universitaire à Lyon, mais annulation de la nomination pour vice de forme)
- Paul-Marie Duval

### XXIesiècle
- Pierre-Yves Lambert (École des Hautes études en sciences sociales)
- Michel Lejeune
- Marcel Texier
- Christian Goudineau
- Daniel Giraudon
- Donatien Laurent
- Gwennolé Le Menn
- Alan Botrel
- Hervé Le Bihan

## Revues importantes
- Ériu (fondé sous le nom de Journal of the School of Irish Learning, Dublin)
- Studia Hibernica (Dublin)
- Éigse (Dublin)
- Proceedings of the Harvard Celtic Colloquium (Cambridge)
- Revue celtique (fondée en 1870, Paris)
- Zeitschrift für celtische Philologie (fondé en 1897, Halle (Saale)/Tübingen)
- The Bulletin of the Board of Celtic Studies (fondé en 1921, Cardiff, regroupé avec Studia Celtica en 1993)
- Études Celtiques (fondé en 1936, Paris)
- Celtica. Journal of the School of Celtic Studies (fondé en 1949, Dublin)
- Studia Celtica (fondé en 1966, Cardiff)
- Studia Celtica Japonica (fondé en 1988)
- Journal of Celtic Linguistics (fondé en 1992, Cardiff)
- Cambrian Medieval Celtic Studies (appelé Cambridge Medieval Celtic Studies avant 1993, Aberystwyth)
- Cornish Studies (fondé en 1993, Tremough)
- e-Keltoi : Journal of interdisciplinary Celtic Studies. Revue électronique de l'Université de Milwaukee-Wisconsin
- Keltische Forschungen (fondé en 2006, Vienne)